# Fajans tegelbruk
Fajans tegelbruk var ett tegelbruk i Falkenberg vid Ätrans strand. Det grundades 1906 med ett aktiekapital på 56.000:-. Tegelmästare var C.J. Johansson.

## Historik
År 1909 blev Peter Larsson VD för företaget. År 1910 var bruket i drift 14 april–5 oktober och 2.008.650 tegelvaror tillverkades. Åren 1913–1917 var aktieutdelningen 6–7%. Tegelbruket införde eldrift 1914. År 1915 tillverkades 2.639.400 tegelvaror. År 1916 tillverkades ca 800.000 taktegel, 950 tusen murtegel och 600.000 tegelrör. År 1919 gav företaget 12% aktieutdelning och aktiekapitalet ökades till 100.800:-. År 1922–1926 var aktieutdelningen 6-8%. År 1924 blev Wikner disponent. År 1926 skaffade sig den tyskfödda Rudolf Stahl aktiemajoriteten. År 1929 förnyades maskinparken, bland annat införskaffades en grävmaskin, året runt produktion infördes. År 1935 tillverkades även högporösa mellanväggsplattor. År 1936 fick bruket ett industrispår till västkustbanan. År 1939 började man tillverka träkol av bokträ istället för tegel. Efter kriget kom tegeltillverkningen åter igång. År 1946 var antalet anställda 120. År 1969 lades tegelbruket ned.